# Nathaniel Ayers
Pour les articles homonymes, voir Ayers.
Nathaniel Anthony Ayers, Jr., né le 31 janvier 1951, est un musicien américain.
Repéré à Pershing Square par le journaliste du Los Angeles Times Steve Lopez, il est l'objet d'articles, d'un livre puis d'un film, Le Soliste (2009).
Une fondation portant son nom a été lancé en 2008 dans le but d'aider les gens doués artistiquement mais souffrant de troubles psychiques.